# Leichtathletik-Europameisterschaften 1978/800 m der Frauen

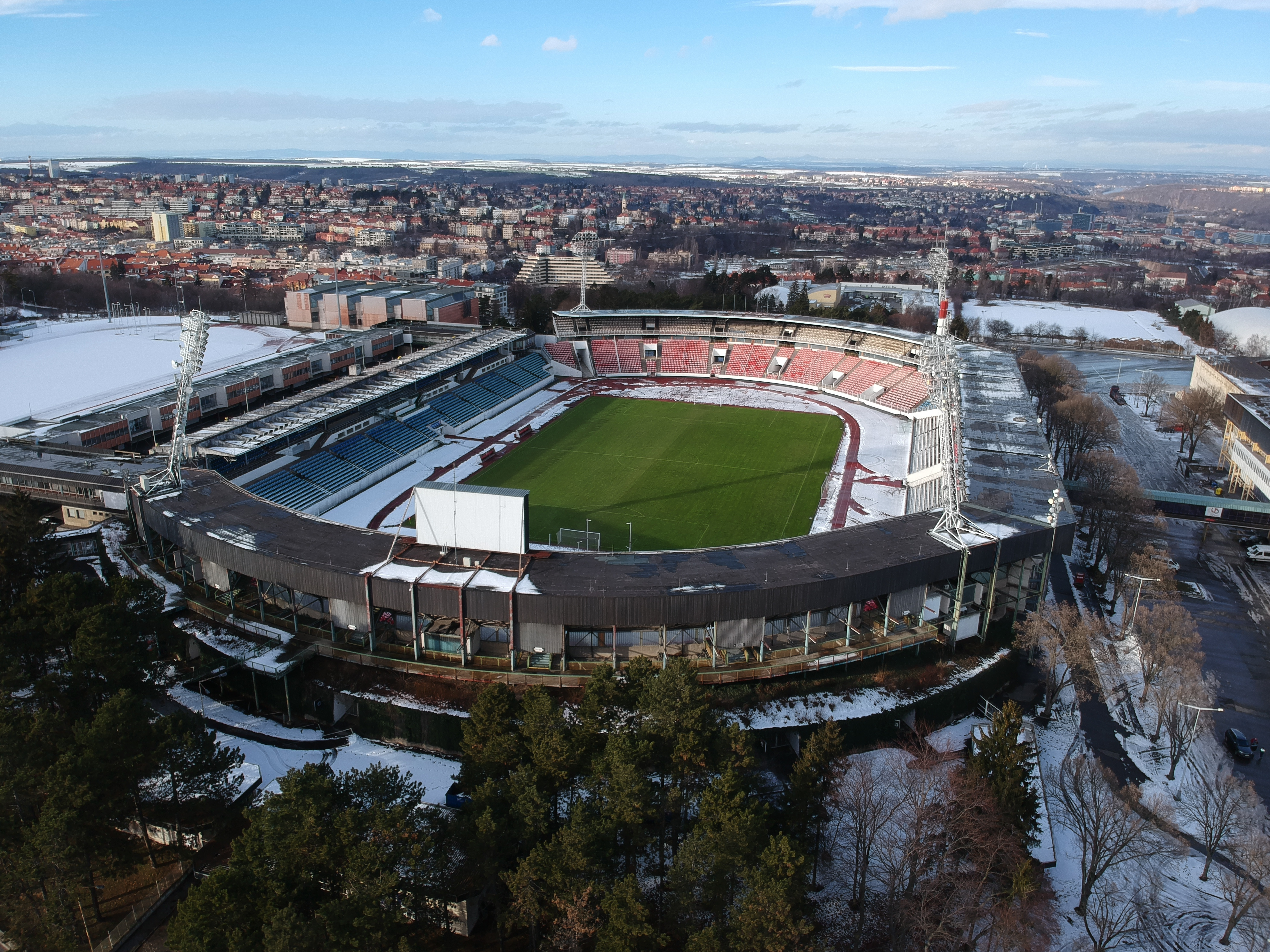
Das Stadion Evžena Rošického von Prag im Jahr 2009

Der 800-Meter-Lauf der Frauen bei den Leichtathletik-Europameisterschaften 1978 wurde vom 29. bis 31. August 1978 im Stadion Evžena Rošického von Prag ausgetragen.
In diesem Wettbewerb gab es einen Dreifachsieg für die Läuferinnen aus der Sowjetunion. Europameisterin wurde Tatjana Prowidochina. Sie gewann vor Nadeschda Muschta. Bronze ging an Soja Rigel.

## Rekorde

### Bestehende Rekorde
| Weltrekord           | 1:54,94 min | Tatjana Kasankina | OS Montreal, Kanada | 26. Juli 1976     |
| Europarekord         | 1:54,94 min | Tatjana Kasankina | OS Montreal, Kanada | 26. Juli 1976     |
| Meisterschaftsrekord | 1:58,14 min | Liljana Tomowa    | EM Rom, Italien     | 4. September 1974 |

### Rekordverbesserung
Die sowjetische Europameisterin Tatjana Prowidochina verbesserte den bestehenden EM-Rekord im Finale am 31. August um 2,34 Sekunden auf 1:55,80 min. Zum Welt- und Europarekord fehlten ihr 86 Hundertstelsekunden.

## Legende
Kurze Übersicht zur Bedeutung der Symbolik – so üblicherweise auch in sonstigen Veröffentlichungen verwendet:
| CR    | Championshiprekord    |
| NU23R | Nationaler U23-Rekord |

## Vorrunde
29. August 1978
Die Vorrunde wurde in drei Läufen durchgeführt. Die ersten vier Athletinnen pro Lauf – hellblau unterlegt – sowie die darüber hinaus vier zeitschnellsten Läuferinnen – hellgrün unterlegt – qualifizierten sich für das Halbfinale.

### Vorlauf 1
| Platz | Name                  | Nation         | Zeit (min) |
| ----- | --------------------- | -------------- | ---------- |
| 1     | Tatjana Prowidochina  | Sowjetunion    | 1:59,96    |
| 2     | Fița Lovin            | Rumänien       | 2:00,00    |
| 3     | Ulrike Bruns          | DDR            | 2:00,38    |
| 4     | Gabriella Dorio       | Italien        | 2:00,40    |
| 5     | Anne-Marie Van Nuffel | Belgien        | 2:01,30    |
| 6     | Jane Colebrook        | Großbritannien | 2:03,00    |
| 7     | Maria Ritter          | Liechtenstein  | 2:09,00    |

### Vorlauf 2

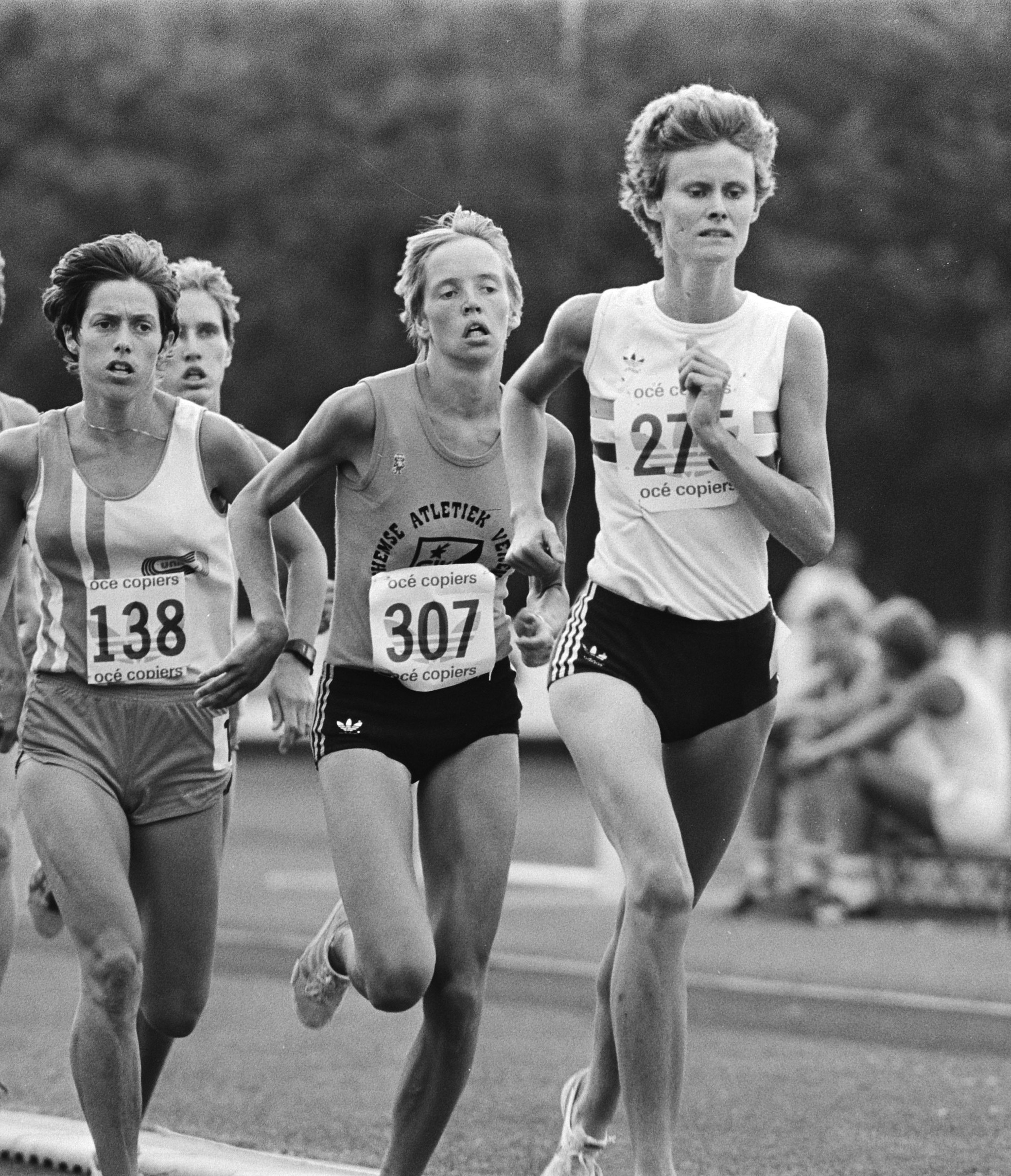
Als Sechste des zweiten Vorlaufs schied Elly van Hulst (rechts) aus

| Platz | Name                | Nation           | Zeit (min) |
| ----- | ------------------- | ---------------- | ---------- |
| 1     | Hildegard Ullrich   | DDR              | 2:01,39    |
| 2     | Soja Rigel          | Sowjetunion      | 2:01,60    |
| 3     | Totka Petrowa       | Bulgarien        | 2:01,80    |
| 4     | Iren Lipcsei        | Ungarn           | 2:02,30    |
| 5     | Eleonora Tarita     | Rumänien         | 2:02,90    |
| 6     | Janet Prictoe       | Großbritannien   | 2:03,70    |
| 7     | Elly van Hulst      | Niederlande      | 2:03,90    |
| 8     | Jindriska Kubeckova | Tschechoslowakei | 2:04,00    |

### Vorlauf 3
| Platz | Name                 | Nation           | Zeit (min) |
| ----- | -------------------- | ---------------- | ---------- |
| 1     | Nadeschda Muschta    | Sowjetunion      | 2:01,67    |
| 2     | Anita Weiß           | DDR              | 2:01,80    |
| 3     | Jozefína Čerchlanová | Tschechoslowakei | 2:02,00    |
| 4     | Liz Barnes           | Großbritannien   | 2:02,10    |
| 5     | Mariana Suman        | Rumänien         | 2:02,20    |
| 6     | Marie-Rose Verhoeven | Belgien          | 2:04,50    |
| 7     | Fernande Schmitt     | Luxemburg        | 2:04,70    |

## Halbfinale
30. August 1978, 19:10 Uhr
In den beiden Halbfinalläufen qualifizierten sich die jeweils ersten vier Athletinnen – hellblau unterlegt – für das Finale.

### Lauf 1
| Platz | Name                  | Nation      | Zeit (min) |
| ----- | --------------------- | ----------- | ---------- |
| 1     | Nadeschda Muschta     | Sowjetunion | 1:58,8     |
| 2     | Anita Weiß            | DDR         | 1:58,8     |
| 3     | Fița Lovin            | Rumänien    | 1:58,8     |
| 4     | Soja Rigel            | Sowjetunion | 1:58,9     |
| 5     | Gabriella Dorio       | Italien     | 2:00,5     |
| 6     | Eleonora Tarita       | Rumänien    | 2:01,7     |
| 7     | Anne-Marie Van Nuffel | Belgien     | 2:06,2     |
| 8     | Iren Lipcsei          | Ungarn      | 2:06,8     |

### Lauf 2
| Platz | Name                 | Nation           | Zeit (min) |
| ----- | -------------------- | ---------------- | ---------- |
| 1     | Tatjana Prowidochina | Sowjetunion      | 2:00,06    |
| 2     | Totka Petrowa        | Bulgarien        | 2:00,20    |
| 3     | Ulrike Bruns         | DDR              | 2:00,30    |
| 4     | Hildegard Ullrich    | DDR              | 2:00,60    |
| 5     | Mariana Suman        | Rumänien         | 2:01,62    |
| 6     | Liz Barnes           | Großbritannien   | 2:01,69    |
| 7     | Jane Colebrook       | Großbritannien   | 2:02,90    |
| 8     | Jozefína Čerchlanová | Tschechoslowakei | 2:07,00    |

## Finale

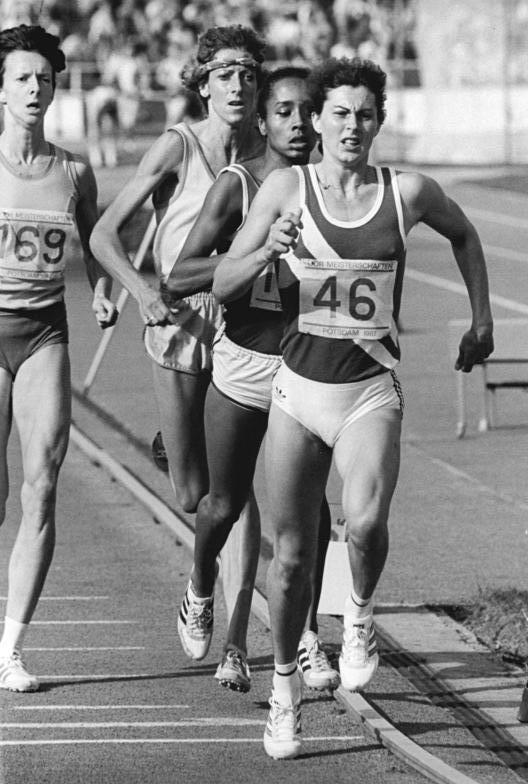
Hildegard Ullrich (auf dem Foto in führender Position), spätere Hildegard Körner, wurde Fünfte

31. August 1978
| Platz | Name                 | Nation      | Zeit (min)    |
| ----- | -------------------- | ----------- | ------------- |
| 1     | Tatjana Prowidochina | Sowjetunion | 1:55,80 CR    |
| 2     | Nadeschda Muschta    | Sowjetunion | 1:55,82       |
| 3     | Soja Rigel           | Sowjetunion | 1:56,57       |
| 4     | Totka Petrowa        | Bulgarien   | 1:56,59       |
| 5     | Hildegard Ullrich    | DDR         | 1:57,45 NU23R |
| 6     | Anita Weiß           | DDR         | 1:57,71       |
| 7     | Ulrike Bruns         | DDR         | 1:58,62       |
| 8     | Fița Lovin           | Rumänien    | 1:58,82       |

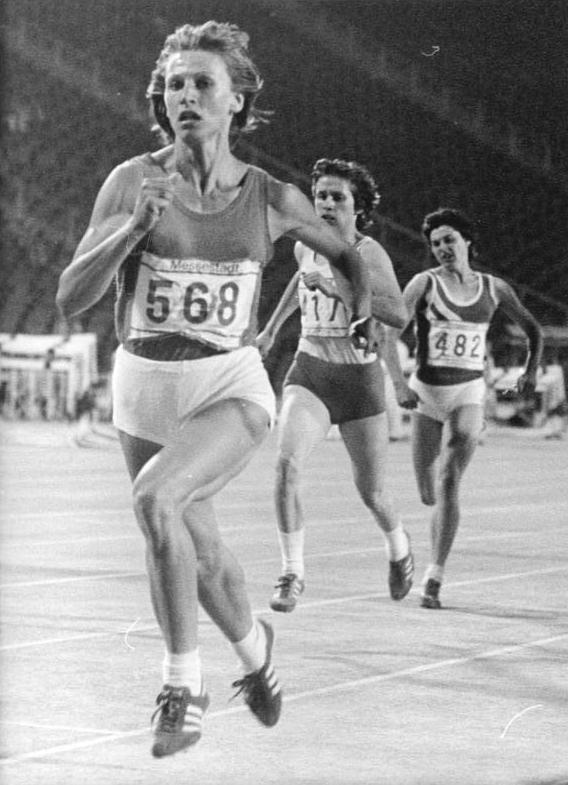
Anita Weiß (links), frühere Anita Barkusky, erreichte Platz sechs
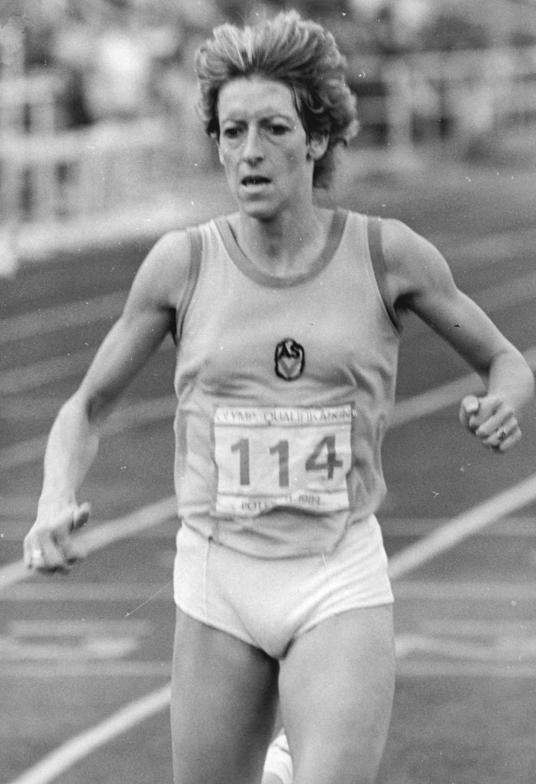
Ulrike Bruns belegte wie drei Tage später über 1500 Meter Rang sieben
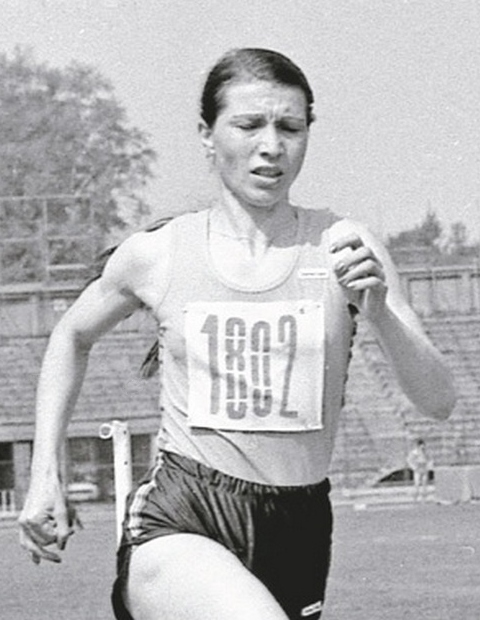
Fița Lovin wurde Achte in diesem Finale